# Mosquer pitgrís
El mosquer pitgrís (Lathrotriccus griseipectus) és un ocell de la família dels tirànids (Tyrannidae).

## Hàbitat i distribució
Habita boscos àrids als turons del sud-oest de l'Equador i nord-oest del Perú.